# أنطونيو غيتس
أنطونيو غيتس (بالإنجليزية: Antonio Gates)‏ هو لاعب كرة قدم أمريكية أمريكي، ولد في 18 يونيو 1980 في ديترويت في الولايات المتحدة.

## وصلات خارجية
- أنطونيو غيتس على موقع كلية كرة السلة في سبورتس رفرنس.كوم (الإنجليزية)
- أنطونيو غيتس على موقع ريلجم (الإنجليزية)
- أنطونيو غيتس على موقع بروبوليرز (الإنجليزية)
- أنطونيو غيتس على موقع مرجع كرة القدم المحترفة.كوم (الإنجليزية)